# Sajóörös
Sajóörös è un comune dell'Ungheria di 1.176 abitanti (dati 2001) . È situato nella contea di Borsod-Abaúj-Zemplén.